# Michel Rigo
Pour les articles homonymes, voir Rigo.
Michel Rigo, né vers 1770 à Gênes où il est mort en 1815, est un peintre français.

## Biographie
Michel Rigo, membre de l'Institut d'Égypte, participe à l'expédition d'Égypte dans la section de littérature et arts.
Sur une commande de Bonaparte, il réalise les portraits de plusieurs notables du Caire. Exposés dans les salons du général en chef, les tableaux suscitent l'admiration du chroniqueur égyptien Gabarti.
De retour en France, il expose au Salon de 1804 à 1810. Le musée de l'Histoire de France à Versailles conserve six de ses portraits.